# The Children’s Investment Fund
The Children’s Investment Fund (TCI) ist ein britischer Hedgefonds aus London, der von dem ehemaligen Perry-Capital-Mitarbeiter Christopher Hohn (meist nur als Chris Hohn bezeichnet) im Januar 2004 gegründet wurde. 2004 und 2005 gewann der Fonds den EuroHedge Award für den erfolgreichsten Hedgefonds. Der Fonds spendet jährlich zwischen 0,5 und 1 Prozent seines Anlagevermögens an die wohltätige Children’s Investment Fund Foundation (CIFF), die von Hohns Frau Jamie geleitet wird und unter anderem die European Climate Foundation fördert. Chris Hohn ist damit der größte private Spender Großbritanniens.

## Geschichte
2005 musste auf Druck von TCI der damalige Vorstandsvorsitzende der Deutsche Börse AG, Werner Seifert, seinen Posten aufgeben, nachdem TCI gegen eine damals angestrebte Übernahme der London Stock Exchange (LSE) gestimmt hatte. TCI wurde damals unter anderem vom CDU-Bundestagsabgeordneten Friedrich Merz beraten.
TCI war bis zum 1. April 2009 mit über 10 Prozent Aktienanteil größter Einzelaktionär der Deutsche Börse AG und hält noch einen 7,3-prozentigen Anteil an der europäischen Mehrländerbörse Euronext (16. Januar 2007). TCI verwaltete im Jahr 2006 über 7 Mrd. USD.
Im Februar 2007 machte TCI mit Forderungen nach grundlegenden Ergebnisverbesserungen, einem Akquisitionsstop und dem Verkauf unrentabler Geschäftsbereiche der niederländischen Bank ABN AMRO erneut Schlagzeilen in der Finanzwelt.
Derzeit streitet TCI mit der japanischen Regierung sowie dem Management des japanischen Stromversorgers Electric Power Development Co. (auch als J-Power bekannt). Das Management des Unternehmens weist die Forderungen von TCI nach einer höheren Dividende sowie Änderungen in der Unternehmensstrategie zurück. Die japanische Regierung lehnte den Antrag von TCI im Mai 2008, den Stimmrechtsanteil an J-Power von derzeit knapp 10 % auf rund 20 % zu erhöhen, ab. TCI drohte damit, die japanische Regierung zu verklagen, sollte sie den Antrag aufgrund von Bedenken wegen der nationalen Sicherheit ablehnen. J-Power betreibt das einzige landesweite Hochspannungsnetz und verteilt Energie zwischen den regionalen Versorgern. Unterblieben hier Investitionen, drohten Stromausfälle, rechtfertigte Industrieminister Akira Amari die Entscheidung. TCI legte Beschwerde gegen den Beschluss ein. In westlichen Finanzkreisen geht man derweil davon aus, dass TCI mit seiner Strategie in Japan nicht erfolgreich sein wird.
Ende 2007 versuchte TCI mittels einer Aktienmehrheit die Kontrolle über die amerikanische Eisenbahngesellschaft CSX Corporation zu gewinnen. TCI hat außerdem Anteile am chinesischen Versorger Huadian Power und hat sich stark im Immobilienmarkt von Hongkong positioniert mit bedeutenden Anteilen an The Link REIT, Sinolink Worldwide Holdings und New World Development.

## Firmenstruktur
Muttergesellschaft von TCI scheint die The Children’s Investment Fund Management Cayman Ltd zu sein. Die englische The Children’s Investment Fund Management Limited ist eine Tochterfirma dieser Muttergesellschaft und hält wiederum 50 bis 75 Prozent an der The Children’s Investment Fund Management (UK) LLP, an der auch Christopher Hohn direkt mit 25 bis 50 Prozent beteiligt ist.
Ebenfalls gibt es eine The Children’s Investment Master Fund mit Sitz in George Town.